# Araschnia davidis
Araschnia davidis — вид дневных бабочек из семейства Нимфалиды (Nymphalidae). Широко распространён в Китае и демонстрирует сезонный диморфизм, как и близкородственный вид пестрокрыльница изменчивая. Видовое название дано в честь французского зоолога и ботаника Армана Давида.

## Описание
Размах крыльев около 46 мм. На переднем крыле расположены красновато-жёлтые, неравномерно идущие, поперечные полосы и линии на черновато-коричневом фоне. На заднем крыле в наружной половине широкая красновато-коричневая полоса, в центре которой круглое пятно, а перед ним и за ним другие чёрные пятна неправильной формы. Корневую грядку пересекают несколько красновато-коричневых линий. Подушечки верхней стороны имеют более светлый оттенок. Нижняя сторона красновато-коричневая, смешанная с черным. Прожилки бледные, особенно на заднем крыле. На внешнем поле переднего крыла есть несколько белых пятен на фиолетовом фоне, а на внешнем поле заднего крыла есть ряд белых пятен с черной окантовкой. Три чёрные линии проходят вдоль полей на бледном фоне.
Вариация oreas (Leech, 1892) имеет размах крыльев около 52 мм и может представлять собой лишь сезонную форму Araschnia davidis. Оreas имеет более узкие полосы и линии, некоторые из которых желтоватого цвета. Ближе к краю заднего крыла расположен ряд синих штриховых пятен. Нижняя сторона более яркая.

## Распространение
Вид Araschnia davidis известен из уезда Баосин в Восточном Тибете, Araschnia davidis var. oreas — из Западного Китая. Об образе жизни ничего не известно.